# Kleine kroosvaren
De kleine kroosvaren (Azolla cristata, synoniem: Azolla mexicana) is een varen uit de vlotvarenfamilie (Salviniaceae). Het is een kleine drijvende waterplant die vooral in ondiep, warm water te vinden is en daar dichte matten kan vormen.
De varen komt oorspronkelijk uit de Nieuwe Wereld, maar is sinds het einde van de 19e eeuw in Europa geïntroduceerd en wordt sporadisch in België en Nederland waargenomen.

## Naamgeving en etymologie
- Synoniem: Azolla mexicana Presl. (1845)

De botanische naam Azolla is samengesteld uit het Oudgriekse ἄζος, azos (droogte) en ὀλλύειν, olluein (doden, sterven). De soortaanduiding cristata is afkomstig van het Latijnse 'cristatus' (met een kam).

## Kenmerken

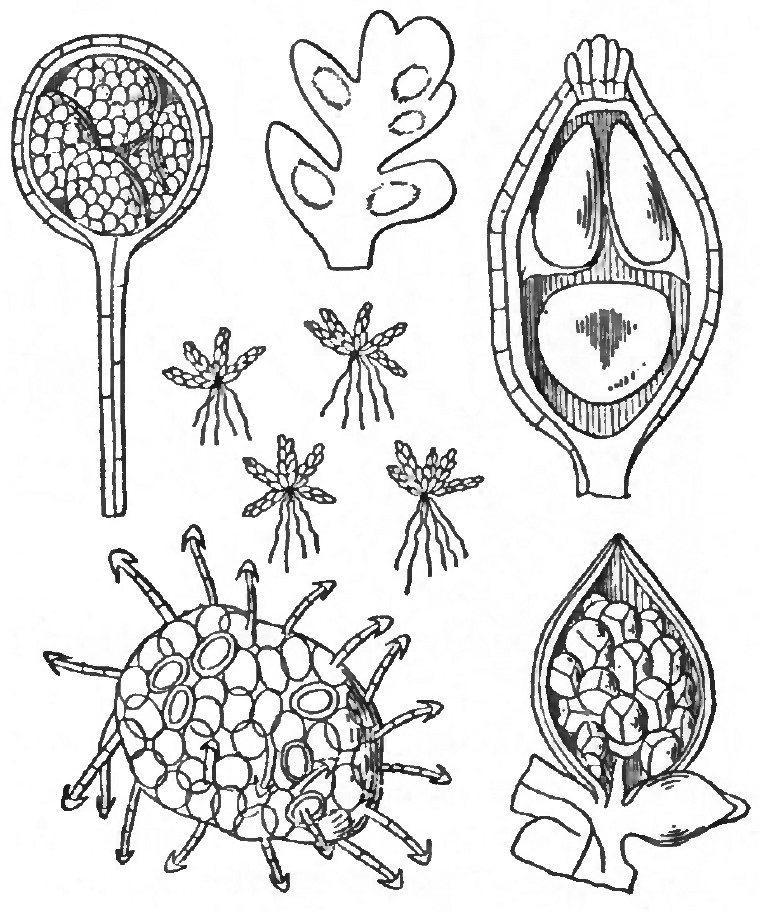
A. cristata, links de mannelijke sporocarp en microspore, rechts de vrouwelijke sporocarp en macrospore

De kleine kroosvaren is een overblijvende waterplant die op het wateroppervlak drijft. De horizontale rizoom is tot 1,5 cm lang en bedekt met kleine, tot 1 mm lange, spitse, elkaar overlappende, schubachtige blaadjes, aan de bovenzijde dicht bezet met een- of tweecellige haren, wat de plant een fluweelachtig aanzien geeft. De wortels zijn tot 3 cm lang en draderig. De jonge blaadjes zijn groen, maar kunnen onder stress (droogte, hitte, koude, ...), donkerrood verkleuren.
De plant vorm zelden sporen en sporocarpen. De microsporen zijn dicht bezet met van weerhaakjes voorziene filamenten.

## Habitat
De kleine kroosvaren is een waterplant die vooral in zonnig, matig voedselrijk, ondiep, stilstaand of langzaam stromend zoet- of licht brak water te vinden is, zoals in poelen, vijvers, sloten en vennen. In ideale omstandigheden vormt de plant dichte matten. Hij is het best van alle kroosvarens bestand tegen uitdrogen en tegen koude, en kan vriesperiodes en een insluiting in ijs doorstaan.

## Verspreiding en voorkomen
De kleine kroosvaren is inheems in het zuidoosten van Noord-Amerika (ten zuiden van Ontario, van de oostkust tot Wisconsin en Texas), in Midden-Amerika en de Caraïben en in Zuid-Amerika van het zuidoosten van Mexico (Chiapas) tot Noord-Argentinië en Uruguay.
De plant is ingeburgerd op een aantal plaatsen in West- en Zuid-Europa. In Nederland is hij geïntroduceerd sinds 1880, en wordt af en toe aangetroffen in Groningen, Friesland en Overijssel. Het is niet duidelijk of het daar gaat over ontsnapte of uitgezette aquariumplanten.